# Dizionario biografico degli italiani
Dizionario biografico degli italiani albo DBI (Biograficzny słownik Włochów) – włoski słownik biograficzny wydawany przez Instytut Encyklopedii Włoskiej (wł. Istituto dell'Enciclopedia Italiana), którego publikację rozpoczęto w 1960, zawierający w 86 tomach blisko 40000 biografii Włochów z przypisami (2016).
Pomysł wydania słownika biograficznego na wzór niemieckiego Allgemeine Deutsche Biographie i angielskiego Dictionary of National Biography zrodził się w 1925. Miał z założenia obejmować biografie od upadku cesarstwa zachodniorzymskiego w 476. Redakcją kierował Fortunato Pintor. Kolejnymi redaktorami prowadzącymi byli: Alberto Maria Ghisalberti, Massimiliano Pavan, Fiorella Bartoccini wraz z Mario Caravale, i od 2010 Raffaele Romanelli. Pierwszy tom wydawnictwa ukazał się w 1960. Od marca 2011 słownik dostępny jest za darmo w sieci Internet.